# Crecchio
Crecchio este o localitate italiană de 3.065 de locuitori din provincia Chieti, în Abruzzo, situată în Italia meridională. Localitatea păstrează aspectul de mic burg medieval dominat de un castel ducal.

## Istorie
Surse istorice datează Crecchio cel puțin în secolul al XI-lea, iar dovezile arheologice arată că așezarea a fost locuită încă cel puțin din perioada romană.

## Principale repere turistice
Castelul este renumit pentru faptul că spre sfârșitul celui de-Al Doilea Război Mondial, la 10 septembrie 1943, regele Italiei, Vittorio Emanuele III, a petrecut o noapte la castel, înainte de a pleca din Italia, în drum de la Roma.
Un muzeu etrusc și un muzeu bizantin, care primesc mulți vizitatori, în fiecare an, sunt plasate în interiorul castelului. 

## Demografie
Crecchio - evoluția demografică

|  | Graficele sunt indisponibile din cauza unor probleme tehnice. Mai multe informații se găsesc la Phabricator și la wiki-ul MediaWiki. |

Date: Recensăminte sau birourile de statistică - grafică realizată de Wikipedia

## Înfrățiri

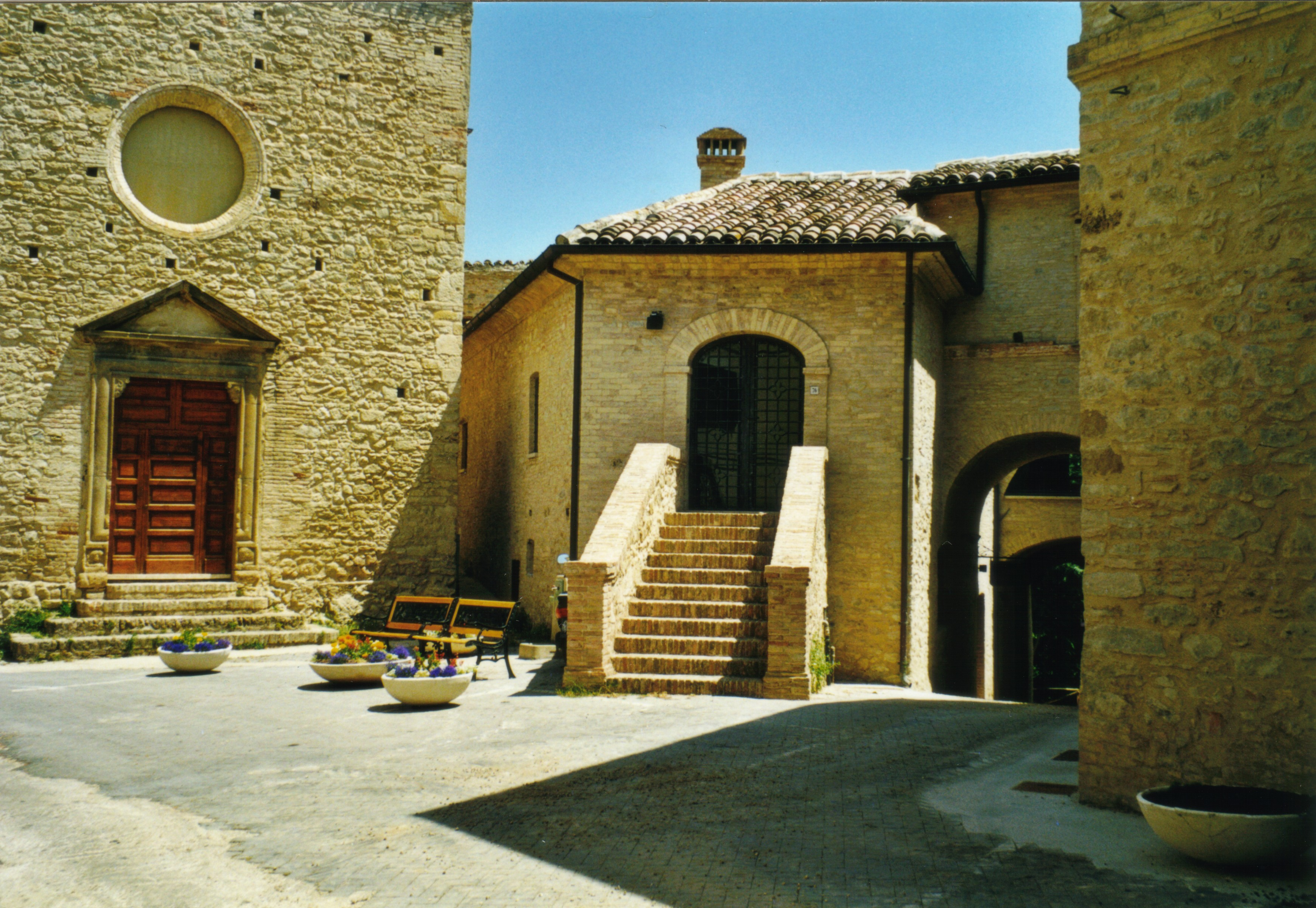
Crecchio, centrul istoric: Biserica Santa Maria da Piedi şi Palazzo Monaco

- Lariano[3], Italia

## Localități limitrofe
Arielli, Canosa Sannita, Frisa, Ortona, Poggiofiorito, Tollo